# Kalle Anka packar paket
Kalle Anka packar paket (engelska: The Clock Watcher) är en amerikansk animerad kortfilm med Kalle Anka från 1945.

## Handling
Kalle Anka jobbar på ett varuhus där han slår in presenter och smiter från sina åtaganden.

## Om filmen
Filmen hade svensk premiär den 10 december 1945 på Sture-Teatern i Stockholm och ingick i kortfilmsprogrammet Kalle Anka i högform tillsammans med sex kortfilmer till; Jan Långben på tigerjakt, Pluto har hundvakten, Lektion på skidor (ej Disney), Jan Långben spelar ishockey, Kalle Anka i sjönöd och Jan Långben bland indianer.
Filmen har givits ut på VHS och DVD och finns dubbad till svenska.

## Rollista
- Clarence Nash – Kalle Anka[10]
- Frank Graham – röst från högtalare[5]